# イブラヒーム・アル・コーニー
イブラヒーム・アル・コーニー（アラビア語: ابراهيم الكوني ,英語: Ibrahim Al-Koni、1948年 - ）はリビアの作家。「アル・クーニー」表記もある。
サハラ砂漠で生活するベドウィンであるトゥアレグ族の出身であり、砂漠に生まれ育つ。リビア大使館の文化参事官となり、モスクワ、ワルシャワ、ベルン、カサブランカなどを転々としつつ創作活動を続けた。その小説は、すべてサハラ砂漠を舞台としており、人間の他にも動植物やジンなどが関わり、寓意的な物語世界を形作る。著作は20冊を超えており、現代のアラビア語文学の小説家としては最も多作な一人。アラビア語で執筆をするが、トゥアレグの書き言葉であるティフィナグ文字などを用いる時もある。

## 主な著作

### 長編
- 『六番目の祈り』 1974年
- 『偶像崇拝者』 1990年-1991年 - 二部作
- 『月蝕』 1991年 - 四部作
- 『荒野の散文詩』 1991年
- 『血を流す石』 1992年
- 『ティブル』 1992年 - 奴田原睦明訳、国際言語文化振興財団、1997年 - 日本翻訳家協会・文化奨励賞(1997年)
- 『魔法使いたち』 1994年-1995年 - 全二巻
- 『案山子』 1999年

### 短編集
- 『一呑みの血』 1983年
- 『ラタムの木』 1986年
- 『檻』 1992年